# Potyond
Potyond is een plaats (község) en gemeente in het Hongaarse comitaat Győr-Moson-Sopron. Potyond telt 97 inwoners (2001).